# Vincenzo Maria Strambi
Vincenzo Maria Strambi (Civitavecchia, 1 de janeiro de 1745 – 1 de janeiro de 1824) — no religioso Vincenzo Maria di San Paolo — foi um prelado católico romano italiano que era um membro professo dos Passionistas e serviu como Bispo de Macerata-Tolentino de 1801 até sua renúncia em 1823. Strambi tornou-se Passionista apesar de seu fundador, São Paulo da Cruz recusando-o várias vezes devido à constituição frágil de Strambi. Mas ele praticou austeridades Passionistas que continuaram após sua nomeação como bispo que o viu favorecer seu hábito religioso em vez do traje episcopal usual. Strambi era conhecido por seus projetos de caridade que incluíam o cuidado dos pobres e a redução das despesas diocesanas para sustentá-los; interessou-se especialmente pela educação e formação permanente dos sacerdotes.
Strambi foi exilado de sua diocese em 1808 após se recusar a fazer um juramento de lealdade ao Primeiro Império Francês sob Napoleão Bonaparte, que havia anexado Macerata como parte de seu império. Ele passou esse tempo em Novara e Milão antes de conseguir retornar à sua sede em um retorno triunfante em 1814. Ele serviu como bispo pelo restante do pontificado do Papa Pio VII antes de seu sucessor, o Papa Leão XII, aceitar a renúncia de Strambi e convocou-o a Roma como seu conselheiro. Mas a súbita doença do papa — que parecia ser fatal — levou Strambi a oferecer sua própria vida a Deus para que o papa pudesse viver. Leão XII teve grande surpresa, mas Strambi morreu de derrame na mesma semana.
Sua causa de canonização foi aberta após sua morte em 25 de junho de 1845 e ele foi nomeado Venerável em 1 de abril de 1894. O Papa Pio XI beatificou o Bispo Strambi em 1925, enquanto o Papa Pio XII posteriormente o canonizou algumas décadas depois, em 1950.

## Vida

### Educação e sacerdócio
Vincenzo Strambi nasceu em 1745 em Civitavecchia como o último de quatro filhos de Giuseppe Strambi e Eleonora Gori; seus três irmãos mais velhos morreram na infância. Seu pai trabalhava como farmacêutico conhecido por suas obras de caridade e sua mãe era conhecida por sua piedade.
Muitas vezes ele foi uma criança problemática que se destacou no atletismo e se tornou mais devoto na adolescência. Os Frades menores supervisionavam sua educação e ele ensinava catecismo aos colegas. O seu desejo de ser sacerdote foi encorajado pelos seus pais e iniciou os seus estudos eclesiais em novembro de 1762. Foi nesta altura que se sentiu bastante atraído pela noção da vida religiosa, embora a sua saúde frágil o impedisse de ser admitido na Ordem dos Frades Menores Capuchinhos e dos Vicentinos. Strambi era conhecido por seus dons oratórios e por isso foi enviado a Roma para estudar a Eloquência Sagrada e depois continuou seus estudos teológicos com os dominicanos em Viterbo. Ainda estudante, foi nomeado prefeito dos seminaristas de Montefiascone e, posteriormente, reitor interino dos seminaristas de Bagnorea.
Antes da sua ordenação sacerdotal, fez um retiro espiritual no convento de Vetralla que pertencia aos Passionistas; foi aqui que conheceu o fundador São Paulo da Cruz. Strambi ficou impressionado e encantado com o que viu e admirou sua devoção ardente. Isso o fez pedir ao fundador para ser admitido na ordem. Mas ele foi recusado porque Paulo da Cruz acreditava que Strambi não tinha energia para uma vida Passionista. Strambi deixou o convento em 18 de dezembro de 1767, pois seria ordenado.
Ele foi recebido no diaconato em Bagnoregio em 14 de março de 1767. Strambi foi ordenado ao sacerdócio em 19 de dezembro de 1767 e então retornou a Roma para continuar seus estudos teológicos. Aqui, ele foi conhecido por seus estudos sobre a vida e as obras de Santo Tomás de Aquino. Ele ainda se sentia chamado aos Passionistas e fez várias viagens para ver Paulo da Cruz para implorar para ser admitido na ordem. Em setembro de 1768 o fundador cedeu e Strambi iniciou seu noviciado assumindo o nome in secolo Vincenzo Maria di San Paolo. Seus pais não ficaram muito satisfeitos com isso e seu pai se opôs à decisão, citando a saúde frágil de seu filho como um sinal de que Strambi morreria devido às penitências rígidas. Emitiu a profissão a 24 de setembro de 1769 e continuou os seus estudos com particular ênfase nos Padres da Igreja e na Sagrada Escritura.
Strambi pregou missões — um ponto focal do carisma Passionista — e atraiu grandes multidões devido à eficácia de sua pregação. Houve até várias ocasiões em que pregou perante bispos e cardeais. Em 1773 foi nomeado professor de estudos teológicos na casa da ordem em Roma — em Santi Giovanni e Paolo — e foi aqui que assistiu à morte de Paulo da Cruz. O fundador disse a Strambi em seu leito de morte: "Você fará grandes coisas! Você fará um grande bem!" Foi depois disso que ele ocupou vários cargos importantes na ordem, como o de reitor da casa romana e o de provincial da província romana. Em 1784, ele foi dispensado dessas funções, a fim de escrever um relato biográfico de Paulo da Cruz que mais tarde foi publicado em Londres (o beato Dominic Barberi escreveu o prefácio). A invasão napoleônica nos Estados Papais e os decretos anti-religiosos forçaram Strambi a fugir de Roma em 1798, embora tenha sido em vão, pois as forças francesas em maio de 1799 o fizeram prisioneiro. Ele conseguiu retornar a Roma não muito depois disso.

### Episcopado
A morte do Papa Pio VI viu seu amigo cardeal Leonardo Antonelli nomeá-lo para a sé papal e ele ainda recebeu cinco votos no conclave. O novo Papa Pio VII — em meados de 1801 — nomeou Strambi Bispo de Macerata-Tolentino e ele se tornou o primeiro bispo a partir dos Passionistas. Esta notícia — antes de se tornar pública — o surpreendeu e assustou, e ele correu para Roma na tentativa de cancelar o compromisso antes de ser divulgado. Até mesmo seu bom amigo, o cardeal Antonelli, aconselhou-o a aceitar a nomeação para o bem-estar da Igreja. Strambi levou seu caso ao papa que o ouviu e disse a Strambi que a decisão de nomeá-lo bispo era "uma inspiração divina" na qual ele estava firme. O cardeal Antonelli presidiu sua consagração episcopal em Santi Giovanni e Paolo. Mas ele continuou a usar seu hábito Passionista em particular, apesar de seu cargo mais alto. Seu episcopado foi marcado pela preocupação com os pobres e ele até implorou por eles na ocasião. Ele cuidou muito da educação dos padres diocesanos e prestou muita atenção às normas de ensino nos seminários diocesanos. Suas obras de caridade incluíram o estabelecimento de orfanatos e lares para idosos. Ele ainda praticava as frugalidades que os Passionistas defendiam e isso se aplicava a seus hábitos de vida e alimentação: ele nunca permitia mais do que dois pratos para suas refeições.
Napoleão — em 1809 — emitiu um decreto que anexava Macerata como parte do Império Francês. Os franceses ordenaram que esse decreto fosse lido em todas as igrejas, mas Strambi se recusou a fazê-lo. Ele também se recusou a fornecer aos franceses uma lista de todos os homens de sua diocese que seriam adequados para servir nas forças armadas. Os franceses o prenderam em setembro de 1808 por se recusar a fazer o juramento de lealdade aos invasores franceses e foi então exilado e isolado de sua diocese. Ele foi enviado pela primeira vez a Novara, mas foi enviado em outubro de 1809 para Milão, onde passou o resto de seu exílio como um convidado dos Barnabitas. Ele voltou à sua sede em 1814 com uma vasta multidão alinhando-se no caminho de seu retorno. Pio VII voltou de seu próprio exílio e observou:
"Este homem santo me oprime".
Os invasores deixaram muitos danos em seu caminho — não apenas destruição da infraestrutura — mas um senso de moral e valores frouxos que Strambi trabalhou duro para reconstruir. Ele instituiu reformas rígidas que acabaram com a corrupção a ponto de receber algumas ameaças de morte. Strambi foi também o diretor espiritual da Beata Anna Maria Taigi — uma amiga — assim como de São Gaspar del Bufalo e de São Vicente Pallotti.
Mas os franceses voltaram a Macerata em 1817, para estabelecer seu quartel-general com o objetivo de usar esse local para atacar as forças austríacas. O povo se voltou para o bispo Strambi com medo do que os franceses fariam. Sua resposta foi reunir padres e seminaristas em sua capela particular para implorar a intercessão de Deus e depois de uma hora e meia ele se levantou e declarou que Macerata seria salvo por intercessão da Mãe de Deus. Os franceses foram realmente derrotados, embora a população local temesse o que aconteceria durante sua retirada. Strambi encontrou-se com o líder das forças francesas e implorou-lhe que não entrasse na cidade com o que o general Murat concordou. Strambi então garantiu aos generais austríacos que os soldados franceses não seriam massacrados.
Ele era um amigo íntimo de Carlo Odescalchi e ficou satisfeito ao saber que o papa o nomeou cardeal em 10 de março de 1823. Strambi tentou várias vezes obter sua renúncia de Pio VII, mas em uma ocasião o papa o repreendeu por usar problemas de saúde como uma desculpa vã e o dispensou. Strambi tentou mais uma vez em 1823 em uma carta ao cardeal Ercole Consalvi ao papa, mas a carta chegou a Roma quando o pontífice quebrou a coxa em uma queda e morreu logo depois.

### Declínio de saúde e morte
Em 1823, sua saúde começou a piorar e o Papa Leão XII deu-lhe permissão para se aposentar. Ele foi então nomeado conselheiro pessoal de Leão XII e fixou residência no Palácio do Quirinal em Roma. Foi durante seu tempo neste cargo que a irmã de Napoleão, Pauline, voltou à fé com a orientação de Strambi. O último assessor particular de Strambi nessa fase foi monsenhor Catervo Serrani. Quando o papa adoeceu, ele pediu a Deus que sua vida fosse tirada, e não a do papa. O papa se recuperou em 24 de dezembro de 1823 e Strambi morreu em 1824 na mesma semana devido a um derrame que sofrera no dia 27 de dezembro anterior. Seus restos mortais foram colocados no Palácio do Quirinal para os enlutados verem e foram enterrados na igreja de Santi Giovanni e Paolo. Entre os enlutados que viram seus restos mortais estavam o cardeal Bartolomeo Alberto Cappellari — futuro papa — que pegou a mão direita de Strambi e a transformou com a maior facilidade no sinal da cruz. Seus restos mortais foram posteriormente transferidos em 12 de novembro de 1957 para a Chiesa di San Filippo em Macerata.

## Santificação
A causa da canonização de Strambi abriu em nível diocesano para a coleta de testemunhos e documentos relativos à sua vida e suas obras episcopais. A apresentação formal só ocorreu em 25 de junho de  1845, quando ele foi nomeado Servo de Deus. O reconhecimento de sua vida de virtudes heróicas levou o Papa Leão XIII a nomeá-lo Venerável em 1 de abril de 1894.
O Papa Pio XI presidiu os ritos de beatificação em 26 de abril de 1925 e assinou um decreto em 25 de novembro que permitiu a continuidade da causa. O Papa Pio XII canonizou Strambi na Basílica de São Pedro em 11 de junho de 1950.